# バースのアデラード

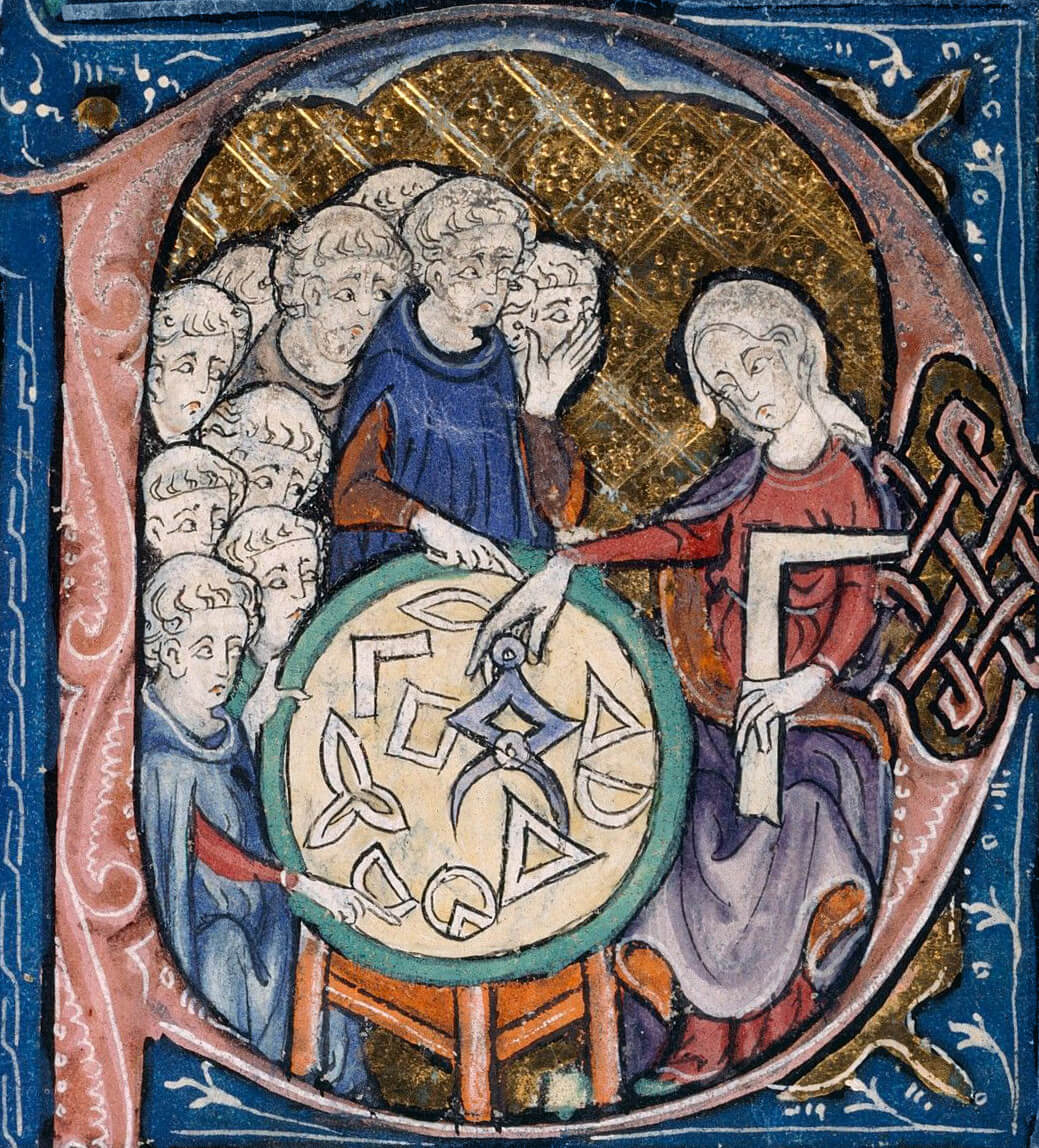
バースのアデラードによる『原論』のラテン語訳の口絵。1309年-1316年頃、現存する最も古い写本

バースのアデラード(羅: Adelardus Bathensis、英:Adelard of Bath、1080年頃 – 1152年頃)は、12世紀イングランドの自然哲学者で、自身の著作の他に、占星術、天文学、哲学、数学などの古代ギリシア語で書かれアラビア語に訳された作品やもともとアラビア語で書かれた作品をラテン語へ翻訳したことで知られる。アデラードが翻訳した著作はそれまで西欧では知られていないものであった。彼はインドの数体系をはじめてヨーロッパに紹介したことでも知られる。彼は、フランスの伝統的な学派、南イタリアに残っていたギリシア文化、東方のアラブ人の学問という三つの知的伝統の交差点に立っていたといえる。

## 背景
彼の生きていた時代を考慮に入れると、アデラードの生涯には不明な個所がいくつもあり、解釈の余地を残している。そのため、現在アデラードに帰されている物事の多くは彼自身の証言によって彼に帰されている。呼称に示されているように、彼はローマ帝国時代から続くイングランドの街バースで生まれ、同地で没した。現代の研究者たちは彼の親が誰か決定することをためらっているが、ウェルズの司教の地借りをしていたファストレッドが彼の父だという説が非常にまことしやかに流れている。彼の名前(アデラード)はアングロ・サクソン系の生まれであることを示していて、さらに11世紀イングランドにおいて被支配階級で、知識人階級であったことがわかる.。彼はおそらく司教のトゥールのヨハネの助言を受けて11世紀末にイングランドを発ちトゥールへ向かったと考えられている。トゥールのヨハネは1090年にウェルズからバースへ自身の受け持つ司教管区が異動した人物であった。トゥールで就学していたころのアデラードは匿名の「トゥールの賢者」に刺激され天文学に関心を持ち、学問を深く志すようになった。アデラードは後にランで教師となるが、1109年にはランを発った。ランを発った彼は1116年には南イタリアやシチリアを旅した。そののちにはアデラードは「十字軍の地」、つまり、ギリシア、西アジア、シチリア、スペイン、さらにおそらくはパレスチナなどを広く旅してまわった。こういった地域に滞在した経験から彼は数学に関心を持ち、タルススやアンティオキアでアラビア語圏の学者たちと交流を持てたのではないかと考えられている。1126年までにはアデラードは自らがアラブ人の天文学・幾何学に関して得た知識をラテン世界に広めようと考えながら西欧に戻ってきた。アデラード、彼の教説、そして彼の育った時代に関して特に目を引くのは十字軍との関係である。この時代は「誰か」が人間の歴史の発展に重要な影響を及ぼす機会を得られるという特徴をもつ著しい変化の時代であった。十字軍には「勝者」になる道がほとんどなかったが、アデラードの様々な分野にわたる学問関係の著作によって彼自身、後にイングランドにルネサンスをもたらす数多くの古典的テクストや新たな問いをイングランドに持ち帰る気になった。再びアデラードが生きた11世紀にかんして考慮すると、彼が自身の教育的目的を達成するのは当然のことながら困難であった。印刷機が存在せず、一般に識字率が低い中、中世ヨーロッパでは書物は貴重な品物であって、王の宮廷やカトリックの修道院でのみ一般的に所蔵されていた(Kraye, et. al. 1987)。アデラードは適宜バース大聖堂付属のベネディクト派修道院で修道僧たちとともに研究活動を行った。

## 主な業績
バースのアデラードの独自の著作の中には三部作の対話篇があり、プラトンの文体をまねて、彼の甥が登場人物として書かれている。その三部作のうち最初に描かれたのは「同と異について」(羅:De Eodem et Diverso)である。この本はプロトレプティック、つまり哲学を学ぶことを勧める文体で書かれている。本書がボエティウスの『哲学の慰め』を範型としていることはアデラードの語彙や言い回しから明らかである。この『同と異について』はアデラードが旅行から帰還してからトゥール近郊で書いたと考えられているが、南イタリアやシチリアを旅行した後であることを示す証拠があるわけではない。本書は、世俗的な快楽を支持するフィロコスミアと学問を擁護して自由学芸に導くフィロソフィアとの芝居がかった対話という形をとっている。本書を通じて強調されるのはフィロコスミアの「可感的実在」(羅:res)とフィロソフィアの「心的な概念」(羅:verba)との対比である。自由学芸の各分野は二つに分けられる。その一方は各分野を表す寓話的な人物に関する記述で、その記述の中で当該分野の重要性が間接的に説明される。それに続いて各分野の根本となる教説の概要が説明されるが、その説明は当該分野の創立者あるいは主な唱道者としてあらわされた寓話的な人物の口から語られる。 
対話篇三部作中の第二作であり、アデラードの最大の功績といえるのが『自然学に関する問い』(羅:Questiones Naturales)である。ランの学校で講義をしてから七年経ったと本書の中でアデラード自身が述べているので、本書が書かれたのは1107年から1133年の間だと考えられている。アデラードは本書をアラブ人の学問のフォーラムとすることを選択し、アンティオキアで自身が経験したことに度々言及した。本書では気象学と自然学に関する七十六の問いがプラトン的な対話篇の形式で提示されている。本書は13世紀まで、そして13世紀以降も学校で重用されたが、自然学に関しては最終的にはアリストテレスの著作に取って代わられた。本書は「植物と野獣について」、「人間について」、「大地、水、空気、火について」の三つの部分に分けられる。本書と結びつけて考えられることとして、(1)学問と自然の問題において権威よりも自身の理性を恃むこと(言い換えれば、信仰を通じてよりもむしろ理性と論理を通じて問題を解決しようとすること)、(2)盛んに論争の的となっている論題を扱う際にはアラブ人の教説がもたらした方法を用いること(つまり、野獣も知識と魂を持ちうるということ)、の二点がある。奇妙なことに、アデラードは知識を得るうえで理性を用いることがキリスト教の神への信仰と矛盾するとは全く考えなかった。「人間について」で人間の肉体の中にある魂について論じ、第三部で元素や動物の非肉体的な魂について述べているため、魂に関する記述は本書の大部分を占める。『自然学に関する問い』は発表されてすぐに成功をおさめたようでイングランドでもヨーロッパ大陸でも写本が作成され、「ポケットブック」の形式でも作成された。つまり、本書がどこにでも持って回られたということである。 
三部作の最後は『鳥類に関する論考』(羅:De Avibus Tractatus)と呼ばれる鷹狩りに関する論文である。これはあらゆる病を扱った医学関係の文書である。本論考は広く読まれることはなかったと言われてきたが、より後の時代のラテン語やフランス語の論文を調査すると本論考からの抜粋が非常に頻繁になされたことが判明した。  
アデラード自身の著作の残りは甥を登場人物として使っていない。彼は「レグラエ・アバキ」と呼ばれる一種のアバカスを利用して論文を書いた。その論文にはアラブ人の学問の影響が見いだせないため、ごく初期に描かれたと考えられている。この論文は、中世に貨幣の計算に使われたチェス盤のテーブル、つまり財務省とアデラードがつながりを持っていたことの証拠だと考えられている。さらにこのことの証拠はヘンリー1世のパイプ・ロールに見いだされる。そこには彼が1130年にウィルトシャーのコミュニティーに課されたマーダー・ファイン(ある地域のなかで侵入しやすい領域でしばしばおきたノルマン人による殺人に基づいた、その地域の住民が課される税金)からの償還を受けていることが示されているが、この事実に関する証拠は他にはない。ラテン世界でよく知られたバースのアデラードの作品はフワーリズミーの『天文表』の翻訳であり、これがイスラーム圏の代数学に関する著作のラテン語訳のうちで最初に広く読まれた作品となった。中世において彼は幾何学を再発見して教えたことで知られ、エウクレイデスの『原論』の最初の完全なラテン語訳を作成してそれを西欧の人々に説明する過程の嚆矢となったことで名声を得た。

## 影響
アデラールが哲学の研究に与えた影響を考えると、彼の思想がロバート・グロステストとロジャー・ベーコンの後期の著作に最も明白に示されていることがわかる。彼の自然哲学に関する著作はアリストテレスのものに見劣りするかもしれないが、それでも後の時代の種々の発展に土台を提供している。例えばエウクレイデスの『原論』を巡る彼の著作は後の時代の学者が論証的な根拠と幾何学的な根拠の間の関係を理解する訓練をするうえで大きな助けとなった。彼自身の著作は彼が自由七科(文法学、修辞学、論理学、数学、幾何学、音楽学、天文学)に対して真摯な情熱を抱いていたことを示すが、『自然学に関する問い』にみられる彼の記述は彼が物理学、自然学、そしてあるいは形而上学に対してより包括的な献身を行っていたことを示す。彼の影響はコンシュのギヨームの『世界の哲学』(羅:De philosophia mundi)、サン・ヴィクトルのフーゴー、エトワールのイサクの『魂に関するアルシェへの手紙』にも現れている。彼はラテン世界に代数学を紹介し、エウクレイデス『原論』の第三版に付された彼の註釈は13世紀に高い影響力を持った。アデラードは科学的な傾向の独自の思想を示してもいて、大地の形状に関する問い(彼は大地が丸いと考えた)や大地がどうして空間に静止いていられるのかといった問い、そして大地に穴を穿ちそこに石を落とすと石はどこまで堕ちるのかという興味深い問いを提起している。
印刷機が発明されて以降初めて『原論』が出版されたのは1482年にヴェネツィアでノヴァーラのカンパヌスによるものであったが、彼はアデラードの翻訳によって『原論』を読んでいた可能性がある。本書は16世紀までの西欧の数学教育において第一の教科書であった。